# Camp del Carrer Muntaner
Camp del Carrer Muntaner var FC Barcelonas fjerde hjemmebane. Den første kamp spilles mod Catalá den 26. februar 1905. Banen benyttes indtil klubbens første eget stadion, Camp del Carrer Indústria indvies i 1909.
Banen lå mellem gaderne (carrers) Paris, Casanova, London og Muntaner